# Spansk bärmålla
Spansk bärmålla (Chenopodium exsuccum) är en amarantväxtart som först beskrevs av C. Loscos, och fick sitt nu gällande namn av Uotila. Spansk bärmålla ingår i släktet ogräsmållor, och familjen amarantväxter. Arten förekommer tillfälligt i Sverige, men reproducerar sig inte.